# Aporometridae
Aporometridae é uma família monotípica de crinoides, sendo o único gênero Aporometra, que contém três espécies, todas endêmicas dos mares ao redor da Austrália.

## Descrição
Os membros desta família têm cinco braços que se subdividem perto da base, dando-lhes dez braços no total. Os braços podem atingir 30 mm. de comprimento e na base do cálice existem até 25 cirros, geralmente mais longos que os braços. Únicos entre os Comatulida, os cirros são achatados na parte inferior. As gônadas estão localizadas nos pínulos e não nos braços, e os embriões são chocados em cavidades nos braços.

## Espécies
O World Register of Marine Species lista as seguintes espécies neste gênero:
- Aporometra occidentalis (HL Clark, 1938)
- Aporometra paedophora (HL Clark, 1909)
- Aporometra wilsoni (Bell, 1888)